# جي. فرانكلين بارنز
جي. فرانكلين بارنز هو سياسي أمريكي، ولد في 2 يونيو 1852، وتوفي في 28 أكتوبر 1914. نشط حزبياً في الحزب الديمقراطي. وقد انتخب عضو جمعية ولاية نيويورك ‏.